# Bundesverband Filmschnitt Editor
Der Bundesverband Filmschnitt Editor e. V. (BFS) ist eine berufsständische Interessenvertretung für freischaffende Filmeditoren, VFX-Editoren & Schnittassistenten in Deutschland. Er wurde 1984 gegründet.
Der Verband sieht sich als ein Netzwerk für professionelle Filmeditoren aller Gattungen und Arbeitsfelder. Er pflegt die inhaltliche Auseinandersetzung über die Filmmontage, die Fortbildung der Mitglieder und anderer Interessierter, und setzt sich für die Außenwahrnehmung des Berufsstandes ein. Weitere zentrale Aufgaben des Verbandes sind die Durchsetzung der Interessen der Mitglieder gegenüber der Film- und Fernsehwirtschaft, Mitwirkung an tarifpolitischen Vereinbarungen sowie die Interessenvertretung bei Verwertungsgesellschaften wie der VG Bild-Kunst.
Die Leitung des Verbands obliegt einem drei- bis neunköpfigen Vorstand. Der aktuelle Vorstand, der am 1. Juni 2024 neu gewählt wurde, besteht aus Florian Duffe, Antonia Fenn, Jens Greuner, Ana de Mier y Ortuño, Hamed Mohammadi, Katharina Schmidt, Arndt Werling, Sebastian Wild und Tanja Zilg.
Seit dem 1. Januar 2016 ist die Volljuristin Silke Spahr hauptamtlich als Geschäftsführerin für den Verband tätig.